# 東南劍橋郡 (英國國會選區)
東南劍橋郡（英語：South East Cambridgeshire），英國國會一郡選區，包括英格蘭東部劍橋郡東劍橋郡南部和南劍橋郡東部。始設於1983年。
本區一直支持保守黨。詹姆斯·佩斯在2010年大選中以48.0%選票勝出該區五度連任。